# 정국보
정국보(丁--, 1799년 ~ 1839년 5월 20일)는 조선의 천주교 박해 때 순교한 한국 천주교의 103위 성인 중에 한 사람이다. 세례명은 프로타시오(Protasius)이다.

## 생애
정국보는 1799년 경기도 송도의 한 양반 집안에서 태어났다. 그가 출생할 당시, 그의 집안은 부와 권세를 모두 누리고 있었다. 그러나, 그의 조부는 많은 실수와 부정을 저질러 그의 가문을 파멸로 몰고 갔다. 정국보의 부친은 서울로 올라가 그의 가문이 양반인 사실을 숨긴 채 평민으로 살기를 원했고, 그의 아들 정국보와 함께 선공감에서 새끼줄을 만드는 일을 했다.
정국보는 성정이 온순하고 겸손한 사람이었다. 가난과 곤궁 속에서도 그는 모두에게 상냥하고 친절했다.
그는 천주교를 접하기 전에 서른을 넘긴 나이였지만, 늦게 신앙을 가졌음에도 불구하고, 열심히 교리를 공부했으며 그것을 충실히 따랐다. 그는 몇 년 후에 세례를 받았다.
중국인 사제 유방제 신부는 그의 충실함을 알아보고 새로 구입한 한 가옥을 그에게 위탁했다. 그 집은 성사를 받기 위해 지방에서 서울로 올라온 천주교인들의 쉼터였다. 정국보는 그곳을 맡아 손님들을 돌보았다.
그는 그의 아내와 함께 다른 사람들을 위해 봉사하는데 전적으로 매진하였고 그 부부는 신앙생활의 모범이 되었다.
그러나, 불행은 끊임없이 그들을 따라다녔다. 그는 극심한 가난에서 벗어났지만, 건강하지 못했다. 그들에게는 14 명의 남매가 있었지만, 모두 어릴 때 차례차례 목숨을 잃었다. 정국보는 그 모든 시련을 하느님의 뜻으로 받아들였고, 십자가에 매달린 예수를 떠올리며 불평 없이 견뎠다. 그는 언제나 종교 서적 읽기를 열망했고 유방제 신부와 교리 교사의 설교와 수업을 듣기를 갈망했다.
1939년 4월 기해박해가 일어날 때, 가장 먼저 체포되어 투옥된 무리 중에 정국보와 그의 아내가 있었다. 그는 극심한 고문과 심문을 받았지만, 배교하기를 거부했다.
그러나, 그가 형조로 이송된 후, 관리에게 온갖 감언이설로 유혹받았다. 게다가 그의 쇠약한 신체는 혹독한 형벌로 인해 악화되었다. 그는 결국 유혹에 굴복하여 그의 신앙을 버릴 것을 언명했다. 그는 즉시 석방되었고 집으로 보내졌지만, 집에 돌아온 순간 양심의 가책을 느꼈다. 그는 배교한 것을 깊히 뉘우치고 먹지도 자지도 않았다. 그는 슬픔에 잠겨 통곡의 눈물을 흘리며 참회의 기도로 매일을 보냈다.
그의 동료들의 격려로 용기를 얻은 그는 그의 신앙을 고백하기로 마음먹고, 형조를 찾아가 자수하고 판서에게 배교를 철회하겠다고 밝히길 원했다. 포졸들이 물었다. "왜 돌아오셨습니까?" "나는 교회를 배신했었지만, 지금은 후회한다. 나는 진심으로 교회에 대한 나의 부정을 취소하고야 말 것이다. 그리스도와 교회의 충실한 신자로서 나는 반드시 나의 죄를 속죄할 것이다. 나는 여기서 판서를 만나야 한다." 포졸들이 대답했다. "여보세요. 어리석은 사람! 당신이 말한 건 물릴 수 없습니다. 당신은 그것을 바꿀 수 없으니, 어서 물러가세요."
정국보는 형조로 들어가려는 시도를 계속했지만, 포졸들은 그를 무시하며 미친놈 취급해 버렸다. 포졸들은 결코 그에게 판서를 만나도록 해주지 않았다.
그는 병에 걸려서 제대로 걷지 못했지만, 세째 날에도 다시 돌아왔다. 포졸들은 다시금 그가 판서를 뵙는 것을 허락지 않았다. 그는 형조 밖에서 판서가 나올 때까지 기다렸고, 결국 그를 만났다. 그 때가 5월 12일이었다. 정국보는 판서에게 자신이 배교한 것을 취소한다고 말했다. "저는 죄인이지만, 배교를 뉘우치고 있습니다. 저는 천주교 신자이며 저의 죄를 속죄하러 왔습니다. 저는 한 명의 천주교인으로서 죽기를 원합니다. 부디 저를 죽여주십시오." 그의 고집을 성가시게 여긴 판서는 그를 다시 투옥하도록 명령했다.
감옥으로 들어간 정국보는 하느님께 감사기도를 드렸다. 그는 감옥에서 교우들의 환영을 받았고 다시 교회로 돌아와 순교자가 될 수 있음에 희열을 느꼈다.
정국보가 감옥으로 돌아온 그 날, 김효임 콜룸바와 김효주 아네스 자매가 용감히 고문을 견디며 하느님에 대한 그들의 신앙을 증언하고 있었다.
정국보는 다시 형조로 옮겨져 곤장 25대를 맞았다. 그가 배교를 철회한 까닭에, 고문 형리들은 더 흉폭하게 그에게 매질을 가했는데, 이미 쇠약해질대로 쇠약해진 그는 이미 죽음을 목전에 두고 있었다.
그가 장티푸스를 앓고 있음을 알게 된 포졸들은 그를 다시 감옥으로 돌려보냈다. 그가 감옥에 돌아 왔을 때, 반은 죽어 있었다. 그는 그날 밤에 몇 시간이 지나 숨을 거두었다. 그 때가 1839년 5월 20일이었고, 그의 나이 40세였다.
정국보는 1839년 4월에 조정에서 천주교 박해령이 떨어지고 난 후 첫번째 순교자가 되었다. 그의 진실된 신앙으로 인해 그의 선천적 나약함은 승리로 변한 것이다.
사도 베드로와 같이 정국보는 회개의 본보기가 되었다. 그의 순교는 다른 사람들이 자신들의 나약함과 진심의 부정을 참회하도록 고무시겼다. 그는 오늘날에도 많은 천주교인들의 모범이 되고 있다. 정국보 프로타시오는 1984년 5월 6일 서울특별시 여의도 광장에서 교황 요한 바오로 2세 성하에 의해 시성되었다.

## 참고 문헌
- (영어) Catholic Bishop's Conference Of Korea. 103 Martryr Saints: 정국보 프로타시오 Protasius Chong Kuk-bo